# مرير صقري
المرير الصقري واسمه العلمي (باللاتينية: Picris hieracioides) نوع نباتي ينتمي إلى جنس المرير من الفصيلة النجمية.

## الموئل والانتشار
موطنه بلاد الشام وتركيا والقوقاز وأوروبا.

## مرادفات للاسم العلمي
- (باللاتينية: Hieracium muricellum Fr.)
- (باللاتينية: Picris kelleriana Arv.-Touv.)
- (باللاتينية: Picris rigida Spreng.)
- (باللاتينية: Picris ruderalis Willd.)